# Palau del marqués de Montortal
El palau del Marqués de Montortal, també conegut com el palau de la Marqueseta (M. Antònia Talens Mesquita, filla del marquès de la Calçada), arran dels "successos" de la Guerra del Francés, situat a Carcaixent (província de València), es va construir cap a l'any 1780 i va ser reformat l'any 1850.
L'edifici consta de planta baixa, planta noble i cambra. Encara que és notable la composició arquitectònica de tota la construcció, l'element que més destaca és la decoració interior, ja que té una mostra molt important de taulells ceràmics del segle xviii, i d'una manera especial, una magnífica cuina decorada amb retaules ceràmics. A la planta noble hi ha frescs decoratius en parets i sostres.